# Squash-Weltmeisterschaften im Doppel und Mixed 2019/Damendoppel
Damendoppel der Weltmeisterschaften im Doppel und Mixed 2019 im Squash.
Das Teilnehmerfeld bestand aus fünf Doppelpaarungen, die in einer Gruppe im Round-Robin-Modus gegeneinander antraten. Der Gruppensieger gewann den Titel.
Siegerinnen der letzten Austragung waren die Neuseeländerinnen Joelle King und Amanda Landers-Murphy, die nicht erneut antraten. Im Turnierverlauf geriet das letzte Gruppenspiel zwischen den beiden topgesetzten Teams zum Finale um den Titel, das Donna Lobban und Christine Nunn gegen Sarah Cardwell und Jessica Turnbull mit 11:9 und 11:4 für sich entschieden.

## Setzliste
| Nr. | Paarung                         | Erreichte Runde |
| --- | ------------------------------- | --------------- |
| 01. | Donna Lobban Christine Nunn     | Sieg            |
| 02. | Sarah Cardwell Jessica Turnbull | Finale          |
| 03. | Laura Tovar María Tovar         | Gruppenphase    |
| 04. | Taylor Flavell Selena Shaikh    | Gruppenphase    |
| 05. | Jemyca Aribado Aysah Dalida     | Gruppenphase    |

## Ergebnisse
| Rang | Setzung | Doppel                          | Sp. | S | N | S.-Diff. | P.-Diff. | Pkt. |
| ---- | ------- | ------------------------------- | --- | - | - | -------- | -------- | ---- |
| 1    | 1       | Donna Lobban Christine Nunn     | 4   | 4 | 0 | 8:0      | 88:45    | 8    |
| 2    | 2       | Sarah Cardwell Jessica Turnbull | 4   | 3 | 1 | 6:3      | 84:79    | 6    |
| 3    | 4       | Taylor Flavell Selena Shaikh    | 4   | 2 | 2 | 4:4      | 69:71    | 4    |
| 4    | 3       | Laura Tovar María Tovar         | 4   | 1 | 3 | 3:6      | 73:82    | 2    |
| 5    | 5       | Jemyca Aribado Aysah Dalida     | 4   | 0 | 4 | 0:8      | 51:88    | 0    |

| Spielerinnen                    | Spielerinnen                 | Ergebnis   |
| ------------------------------- | ---------------------------- | ---------- |
| Donna Lobban Christine Nunn     | Laura Tovar María Tovar      | 11:8, 11:5 |
| Sarah Cardwell Jessica Turnbull | Jemyca Aribado Aysah Dalida  | 11:8, 11:9 |
| Donna Lobban Christine Nunn     | Taylor Flavell Selena Shaikh | 11:3, 11:6 |
| Laura Tovar María Tovar         | Jemyca Aribado Aysah Dalida  | 11:4, 11:7 |
| Sarah Cardwell Jessica Turnbull | Taylor Flavell Selena Shaikh | 11:7, 11:9 |

| Spielerinnen                    | Spielerinnen                    | Ergebnis         |
| ------------------------------- | ------------------------------- | ---------------- |
| Donna Lobban Christine Nunn     | Jemyca Aribado Aysah Dalida     | 11:7, 11:3       |
| Sarah Cardwell Jessica Turnbull | Laura Tovar María Tovar         | 11:8, 5:11, 11:5 |
| Taylor Flavell Selena Shaikh    | Jemyca Aribado Aysah Dalida     | 11:7, 11:6       |
| Laura Tovar María Tovar         | Taylor Flavell Selena Shaikh    | 6:11, 8:11       |
| Donna Lobban Christine Nunn     | Sarah Cardwell Jessica Turnbull | 11:9, 11:4       |